# Nowoberezowo (gromada)
Nowoberezowo – dawna gromada, czyli najmniejsza jednostka podziału terytorialnego Polskiej Rzeczypospolitej Ludowej w latach 1954–1972.
Gromady, z gromadzkimi radami narodowymi (GRN) jako organami władzy najniższego stopnia na wsi, funkcjonowały od reformy reorganizującej administrację wiejską przeprowadzonej jesienią 1954 do momentu ich zniesienia z dniem 1 stycznia 1973, tym samym wypierając organizację gminną w latach 1954–1972.
Gromadę Nowoberezowo z siedzibą GRN w Nowoberezowie utworzono – jako jedną z 8759 gromad – w powiecie hajnowskim w woj. białostockim, na mocy uchwały nr 16/V WRN w Białymstoku z dnia 4 października 1954. W skład jednostki weszły obszary dotychczasowych gromad Borek, Chytra, Dubicze Osoczne, Czyżyki, Kojły, Nowoberezowo, Nowokornino i Szostakowo oraz obszar miejscowości Putiska z dotychczasowej gromady Bielszczyzna ze zniesionej gminy Nowoberezowo w tymże powiecie. Dla gromady ustalono 26 członków gromadzkiej rady narodowej.
Począwszy od 1971 roku siedziba gromady Nowoberezowo znajduje się w Hajnówce
1 stycznia 1972 do gromady Nowoberezowo przyłączono obszar zniesionej gromady Dubiny.
Gromada przetrwała do końca 1972 roku, czyli do kolejnej reformy gminnej.